# (24649) Balaklava
(24649) Balaklava es un asteroide perteneciente al cinturón de asteroides, descubierto el 19 de septiembre de 1985 por la astrónoma soviética Liudmila Chernyj y su esposo, también astrónomo Nikolái Chernyj, desde el Observatorio Astrofísico de Crimea.

## Designación y nombre
Designado provisionalmente como 1985 SG3. Fue nombrado Balaklava en homenaje a una de las ciudades más antigua de Crimea, Balaklava.